# Климент Анкирски
Свештеномученик Климент је био епископ анкирски.
Рођен је 258. године, у граду Анкири од оца незнабошца и мајке хришћанке. Његова благочестива мајка Ефросинија прорече своме сину мученичку смрт и остави овај свет када Клименту беше дванаест година. Њена другарица Софија узме Климента у своју кућу као сина, и поможе његово васпитавање у хришћанском духу. Толико беше Климент прочувен због свог добродетељног живота да би изабран за епископа анкирског у двадесетој години свога живота. У младим годинама он је стекао старческу мудрост, и великом уздржљивошћу укротио и победио своје тело. Хранио се само хлебом и зељем, и ништа није јео заклано и крвно. У време Диоклецијана би мучен тако страшно "како никад нико од постања света". Провео је двадесет осам година на мукама и по тамницама и једанаест разних мучитеља истјазаваху га и мучаху. Када га једном удараху по лицу, пљуваху и зубе му кршаху, он довикну мучитељу Доментијану: "Почаст ми чиниш, о Доментијане, а не мучиш ме, јер и Господу мојему Исусу Христу уста бејаху тако бијена и образи шамарани, па, гле, и ја недостојни сада се тога удостојих!" Када би доведен пред цара Диоклецијана у Рим, цар постави на једну страну разна оруђа за мучење а на другу дарове, одликовања, одела, новце - све што цар може даривати, па онда рече Клименту да бира. Мученик Христов с презрењем погледа на сва блага царева, па изабра оруђа за мучење. И би мучен неисказано: комад по комад меса откидан му је с тела, тако да су се кости белеле испод меса. Најзад би посечен од војника, 312. године у цркви у Анкири, када као архијереј служаше службу Божју. Чудеса светог Климента су безбројна.
Српска православна црква слави га 23. јануара по црквеном, а 5. фебруара по грегоријанском календару.
Велики део овог текста је преузет из охридског пролога светог владике Николаја Велимировића. Он не подлеже ауторским правима